# Fargo (Arkansas)
Pour les articles homonymes, voir Fargo.
La ville de Fargo est située dans le comté de Monroe, dans l’État de l’Arkansas, aux États-Unis. Sa population s’élevait à 98 habitants lors du recensement de 2010, estimée à 87 habitants en 2016, dont une majorité d'Afro-Américains.

## Démographie
| 1990 | 2000 | 2010 | - | - | - |
| ---- | ---- | ---- | - | - | - |
| 140  | 118  | 98   | - | - | - |

| Groupe          | Fargo | Arkansas | États-Unis |
| --------------- | ----- | -------- | ---------- |
| Afro-Américains | 56,1  | 15,4     | 12,6       |
| Blancs          | 43,9  | 77,0     | 72,4       |
| Autres          | 0     | 7,6      | 15,0       |
| Total           | 100,0 | 100,0    | 100,0      |
| Hispaniques     | 0     | 6,4      | 16,7       |

Selon l'American Community Survey, pour la période 2011-2015, 100 % de la population âgée de plus de 5 ans déclare parler l'anglais à la maison.

## Source
- (en) Cet article est partiellement ou en totalité issu de l’article de Wikipédia en anglais intitulé « Fargo, Arkansas » (voir la liste des auteurs).

1. ↑  « Statistiques des États-Unis (Arizona) - Profils des comtés de 2010 » (consulté en novembre 2020)
2. ↑  (en) « Fargo, AR Population - Census 2010 and 2000 », sur censusviewer.com.
3. ↑  (en) « Population of Arkansas - Census 2010 and 2000 », sur censusviewer.com.
4. ↑  (en) « Language spoken at home by ability to speak English for the population 5 years and over », sur factfinder.census.gov (consulté le 20 mars 2017).